# Club Básquet Coruña
El Club Básquet Coruña, conegut per motius de patrocini com Leyma Natura Básquet Coruña, és un club de bàsquet espanyol de la ciutat de la Corunya (Galícia). Fundat el 1996, actualment milita en la primera categoria del bàsquet espanyol, la ACB
La millor classificació en la història del club va tenir lloc en la temporada 2023-2024 on hi van liderar la taula de classificació i conseguint l'ascens directe cap a L' ACB
Disputa els seus partits en el Pazo dos Deportes de Riazor.

## Palmarès
- 2 Lligues EBA (1996–97, 1997–98).
- 1 Copa Galícia (1996)

## Trajectòria esportiva
| Temporada | Divisió                       | Pos.                          | Play-off                      | Copa                          |                               |
| --------- | ----------------------------- | ----------------------------- | ----------------------------- | ----------------------------- | ----------------------------- |
| 1996–97   | Lliga EBA                     | 1                             | Semifinalista                 | Subcampió Copa EBA            |                               |
| 1997–98   | Lliga EBA                     | 1                             | Semifinalista                 | Semifinalista Copa EBA        |                               |
| 1998–99   | Lliga LEB                     | 13                            | Playoffs de descens           | –                             |                               |
| 1999–00   | Lliga LEB                     | 13                            | –                             | –                             |                               |
| 2000–01   | Lliga LEB                     | 14                            | Playoffs de descens           | –                             |                               |
| 2001–02   | Lliga LEB                     | 14                            | Playoffs de descens           | –                             |                               |
| 2002–03   | Lliga EBA                     | 4                             | –                             | –                             |                               |
| 2003–04   | Lliga EBA                     | 3                             | Semifinalista                 | –                             |                               |
| 2004–05   | No va disputar cap competició | No va disputar cap competició | No va disputar cap competició | No va disputar cap competició | No va disputar cap competició |
| 2005–06   | Lliga EBA                     | 8                             | –                             | –                             |                               |
| 2006–07   | Lliga EBA                     | 2                             | Semifinalista                 | –                             |                               |
| 2007–08   | LEB Bronze                    | 3                             | Ascens                        | –                             |                               |
| 2008–09   | LEB Plata                     | 15                            | Descens                       | –                             |                               |
| 2009–10   | LEB Plata                     | 10                            | –                             | –                             |                               |
| 2010–11   | LEB Plata                     | 11                            | –                             | –                             |                               |
| 2011–12   | LEB Plata                     | 7                             | Ascens                        | –                             |                               |
| 2012–13   | LEB Or                        | 9                             | Playoffs de ascens            | –                             |                               |
| 2013–14   | LEB Or                        | 6                             | Playoffs de ascens            | –                             |                               |
| 2014–15   | LEB Or                        | 10                            | Playoffs de ascens            | –                             |                               |
| 2015–16   | LEB Or                        | 5                             | Playoffs de ascens            | –                             |                               |
| 2016–17   | LEB Or                        | 6                             | Playoffs de ascens            | –                             |                               |
| 2017–18   | LEB Or                        | 8                             | Playoffs de ascens            | –                             |                               |
| 2018–19   | LEB Or                        | 12                            | –                             | –                             |                               |
| 2019–20   | LEB Or                        | 3                             | –                             | –                             |                               |
| 2020–21   | LEB Or                        | 3                             | Playoffs de ascens            | –                             |                               |
| 2021–22   | LEB Or                        | 7                             | Playoffs de ascens            | –                             |                               |
| 2022–23   | LEB Or                        | –                             | –                             | –                             |                               |